# Neuwied

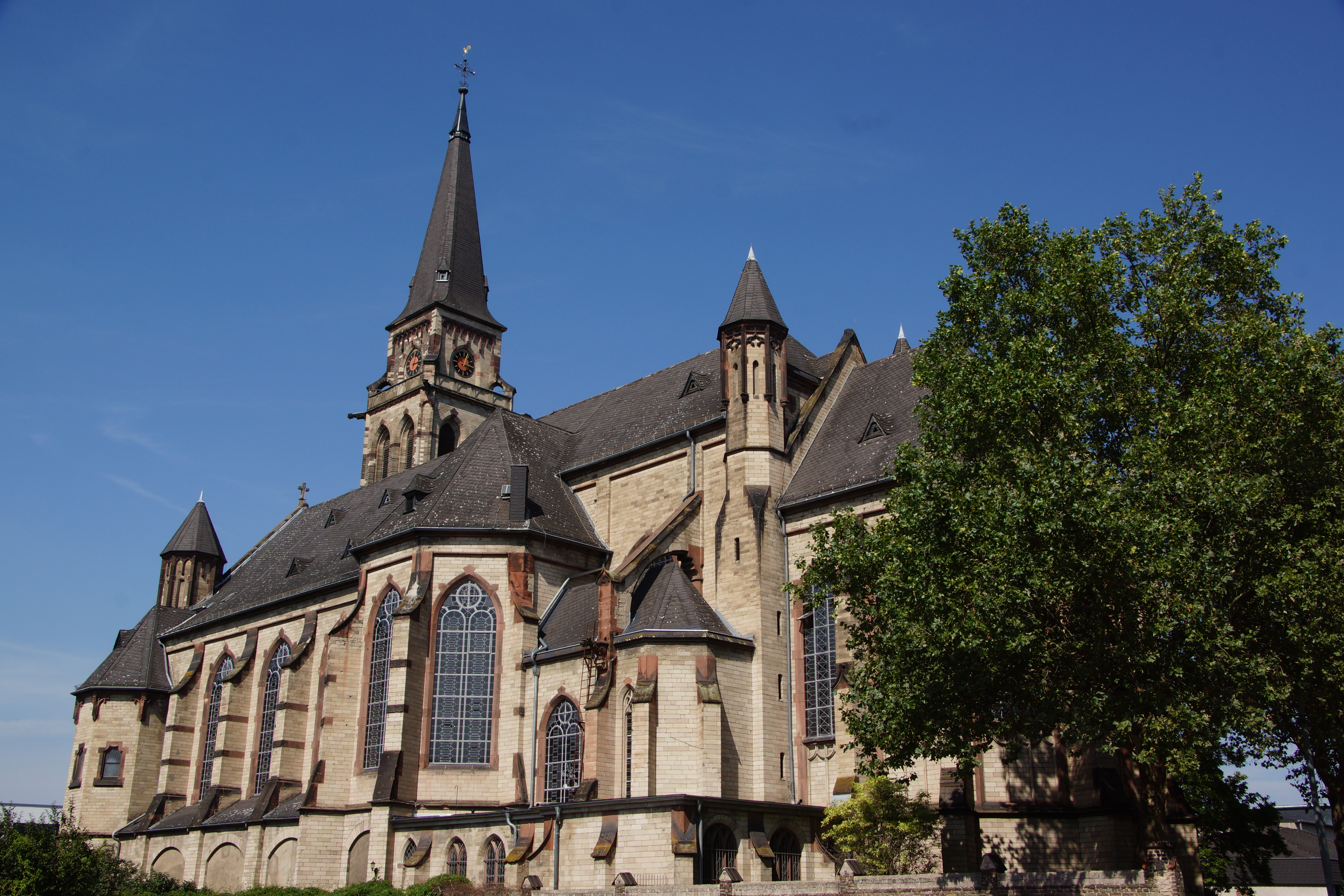
St. Matthias

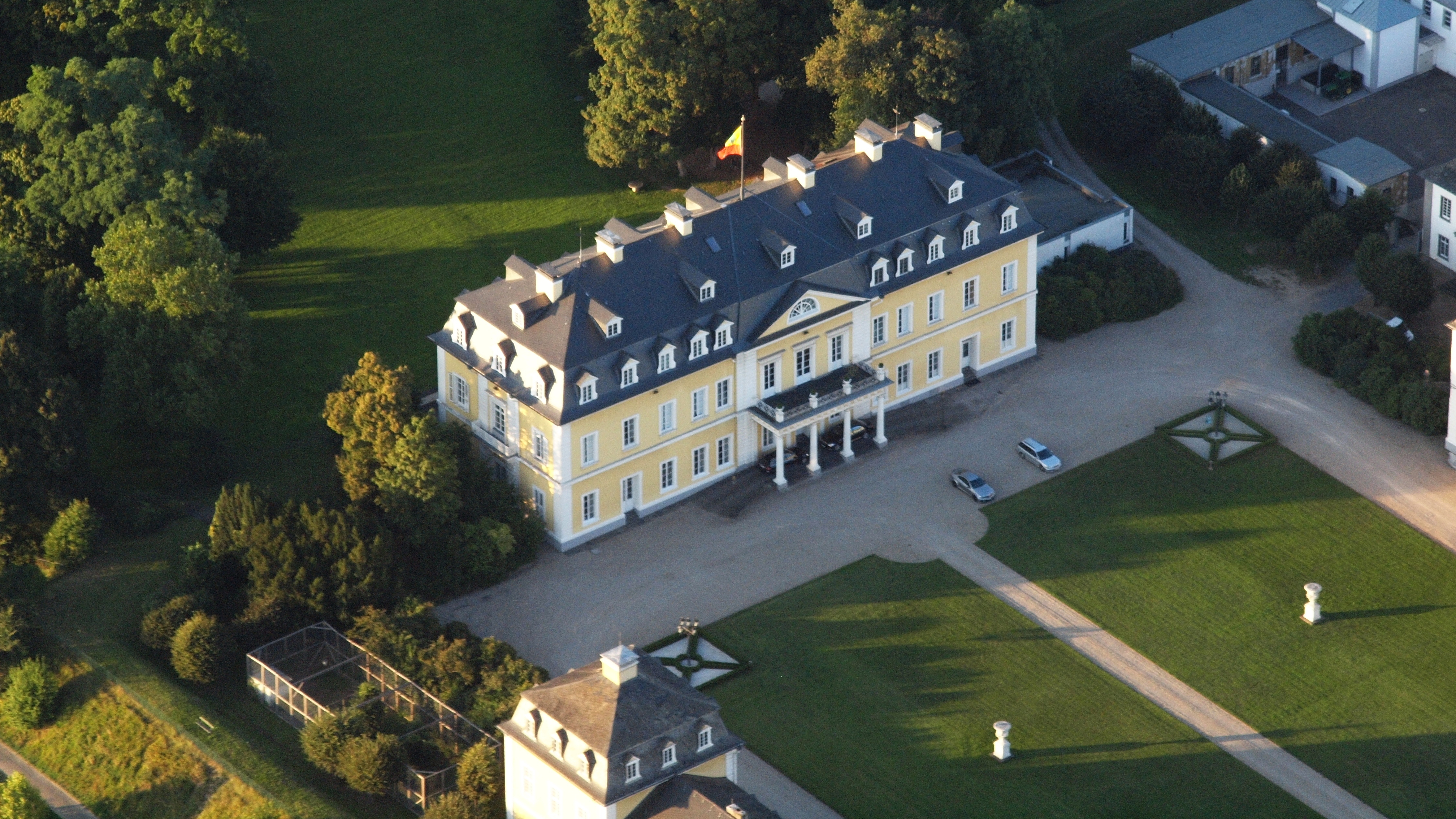
Zámek Neuwied

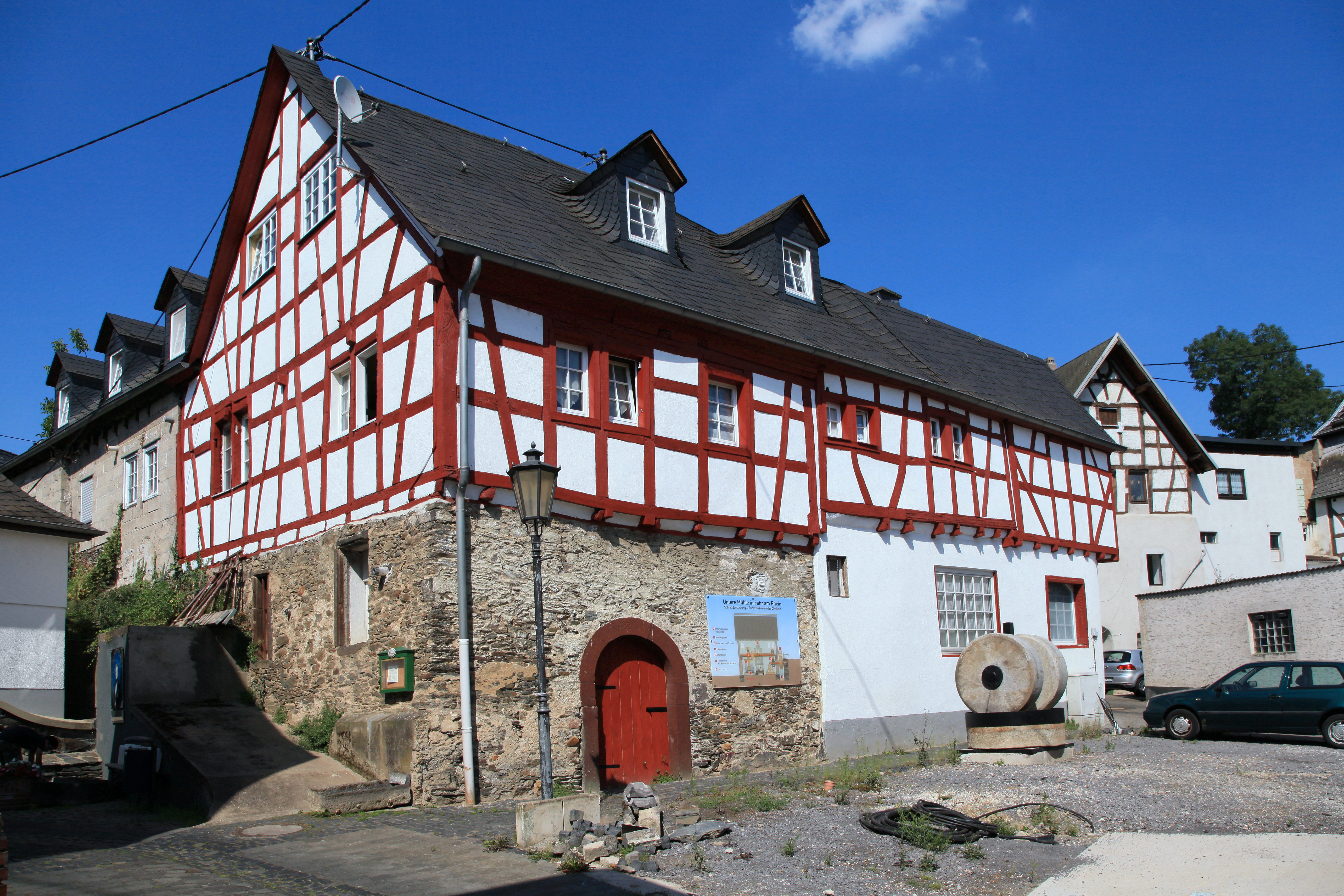
Dolní mlýn, Fahrerstr. 77

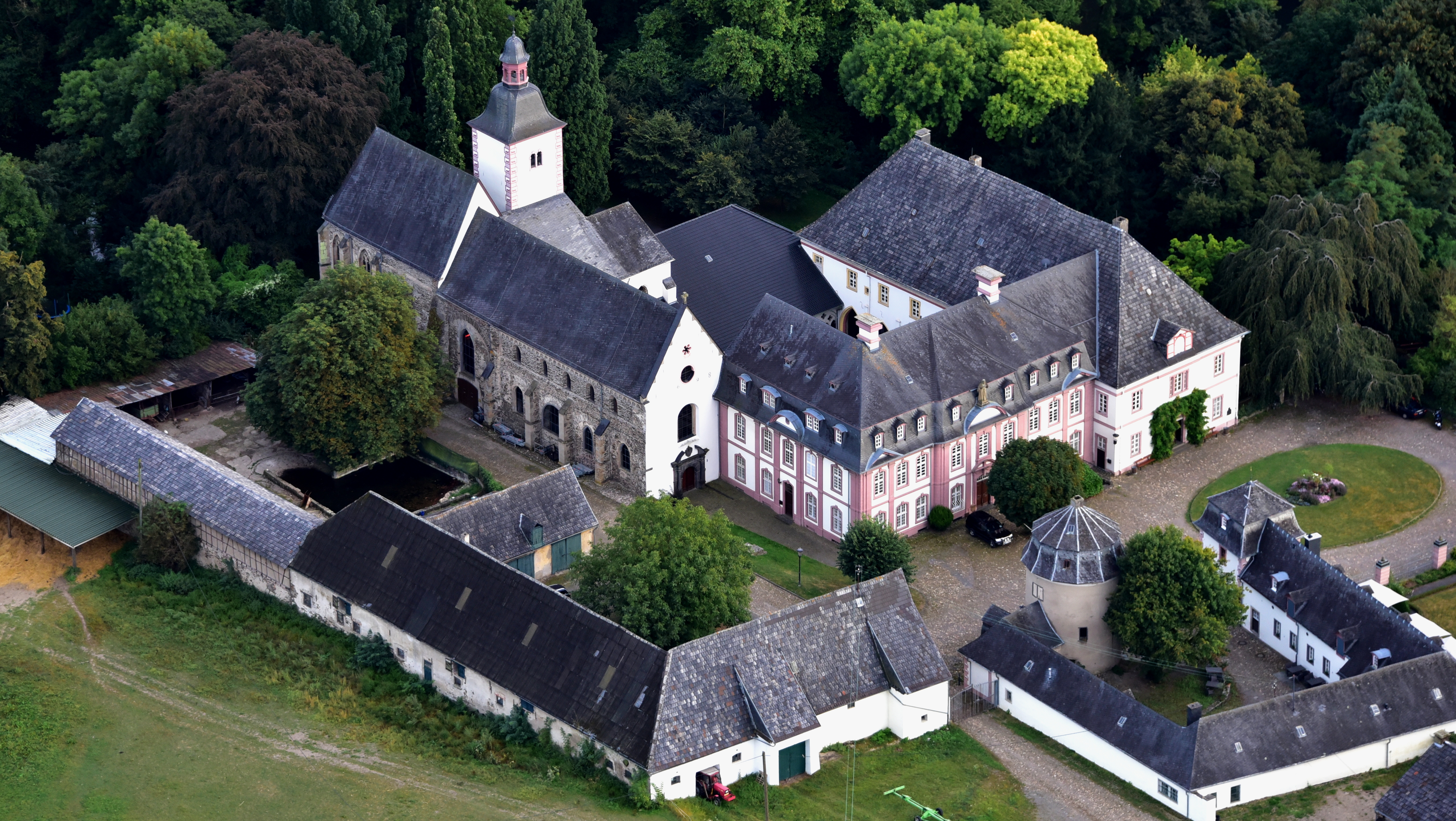
Opatství Rommersdorf

Neuwied [nojvíd] je město v německé spolkové zemi Porýní-Falc. Je největším městem a správním centrem zemského okresu Neuwied. Leží na pravém břehu Rýna přibližně deset kilometrů severozápadně od Koblenzu v pohoří Westerwald. Nachází se na soutoku řek Rýn a Wied. Neuwied leží na železniční trati spojující velkoměsta Frankfurt nad Mohanem a Kolín nad Rýnem a zahrnuje celkem 13 městských obvodů. V roce 2012 zde žilo přes 64 tisíc obyvatel.

## Historie
Podle nálezů na archeologické lokalitě Gönnersdorf, ležící na území dnešní městské části Feldkirchen, existovalo lidské osídlení v oblasti dnešního Neuwiedu již v období 1600 let před naším letopočtem. Od této doby bylo místo trvale obýváno Kelty a Římany. Podle Zápisků o válce galské v roce 55 před naším letopočtem poprvé překročil římský vojevůdce Julius Caesar řeku Rýn. V prvním až třetím století našeho letopočtu existovaly na území dnešního města dva opevněné tábory typu castrum, a to v nynějším Heddesdorfu a v  Niederbieberu, která sloužila k obraně hranic římského impéria. Roku 260 vzniklo další římské opevněné sídlo na území pozdějšího města a současné městské části Engers. V 5. století se město dostalo pod vliv Franské říše. Některé městské části byly v místních listinách zdokumentovány již v roce 773. V 8. století vzniklo město na území městské části Engers. V následujících stoletích zde vládla dynastie Wiedů, jejichž sídlem se stal hrad Altwied. Roku 1357 získala část Engers městská práva. Po třicetileté válce bylo hrabství okolo města značně vyčerpáno, proto hrabě Friedrich III. von Wied nechal vybudovat pevnost na území zničené osady Langendorf. Pevnosti i okolním osadám přidělil císař Svaté říše římské Ferdinand III. Habsburský roku 1653 městská práva, což je považováno za vznik města Neuwied. Do města následně přesunuli své sídlo také Wiedové, vládnoucí dynastie, to bylo ovšem roku 1694 zničeno francouzskými vojsky během devítileté války. V roce 1706 zde započala výstavba rozsáhlého trojkřídlého zámeckého komplexu. Aby se město více rozrostlo a zvýšil se počet obyvatel, zavedl vládnoucí hrabě roku 1662 několik výsad a svobod, které mimo jiné zahrnovaly rozsáhlou náboženskou svobodu. V Neuwiedu nebyla, na rozdíl od většiny okolních měst, uplatňována zásada cuius regio, eius religio. Náboženská tolerance zůstala zachována i nadále, a tak v 18. století vedle sebe ve městě existovalo sedm náboženských vyznání. Město bylo také sídlem zednářské lóže Karoline zu den Drei Pfauen. V dubnu 1797 proběhla nedaleko Neuwiedu bitva mezi francouzskými a rakouskými vojsky. Jednalo se o první velké vítězství Francouzů v rámci francouzských revolučních válek. Roku 1815 se stalo město součástí Pruska a jednou z administrativních jednotek Rýnské provincie. V 19. století s příchodem průmyslové revoluce se stal Neuwied významným průmyslovým centrem stejně jako univerzitním městem s řadou vzdělávacích institucí. Počátkem 20. století došlo k velkému růstu počtu obyvatel, protože k městu byla připojena obec Heddesdorf. V průběhu druhé světové války bylo poškozeno přibližně 18 procent zástavby města. V poválečném období měl Neuwied význam především jako průmyslové centrum, později jako město s rozsáhlými komerčními areály s dobrou dopravní dostupností, která zahrnuje také říční přístav na Rýně.

### České stopy
V 18. století zde působila Moravská církev, měla zde svůj sbor a dětský ústav. V dětském ústavu pracoval např. syn Jakuba Šviholy, exulanta z Osíku, který uprchl v roce 1731 do Žitavy a později žil v Berlíně.

## Partnerská města
- Bromley (obvod Londýna), Anglie, Spojené království (od roku 1987)
- Oblastní rada Drom ha-Šaron, Izrael (od roku 1987)
- Güstrow, Meklenbursko-Přední Pomořansko, Německo (od roku 1989)
- Su-čchien, Čína (od roku 2015)

## Významní obyvatelé

### Do roku 1800
- Hermann zu Wied (1477–1552), Kolínský arcibiskup
- Johannes Baptista von Albertini (1769–1831), biskup Moravské církve
- Princ Maxmilian zu Wied-Neuwied (1782–1867), etnolog

### 1801–1850
- Philipp Wilhelm Wirtgen (1806–1870), botanik
- Alžběta zu Wied (1843–1916), rumunská královna
- Wilhelm Wied (1845–1907), albánský kníže

### 1851–1900
- Paul Reichard (1854–1938), Africký badatel
- Friedrich von Ingenohl (1857–1933), Admirál, velitel císařského Širokomořského loďstva v 1. světové válce
- Ferdinand Siegert (1865–1946), pediatr
- Carl Einstein (1885–1940), spisovatel, historik umění a kritik
- Friedrich Wolf (1888–1953), lékař a spisovatel

### 1901–1950
- Walter Kaiser (1907–1982), profesionální fotbalista
- Horst Siebert (1938–2009), ekonom
- Klaus Rudolf Werhand (1938–2009), kovář

### 1951–současnost
- Jörg Bewersdorff (* 1958), matematik
- Ferris MC (* 1973), hudebník, rapper a herec
- Christian Ulmen (* 1975), herec
- Simon Kirch (* 1979), atlet
- Mike Rockenfeller (* 1983), závodní automobilista
- Tobias Nickenig (* 1984), profesionální fotbalista
- Tobias Hegewald (* 1989), závodní automobilista
- Hasan Ali Kaldırım (* 1989), turecký fotbalista
- Anna-Lena Friedsam (* 1994), tenistka

## Galerie

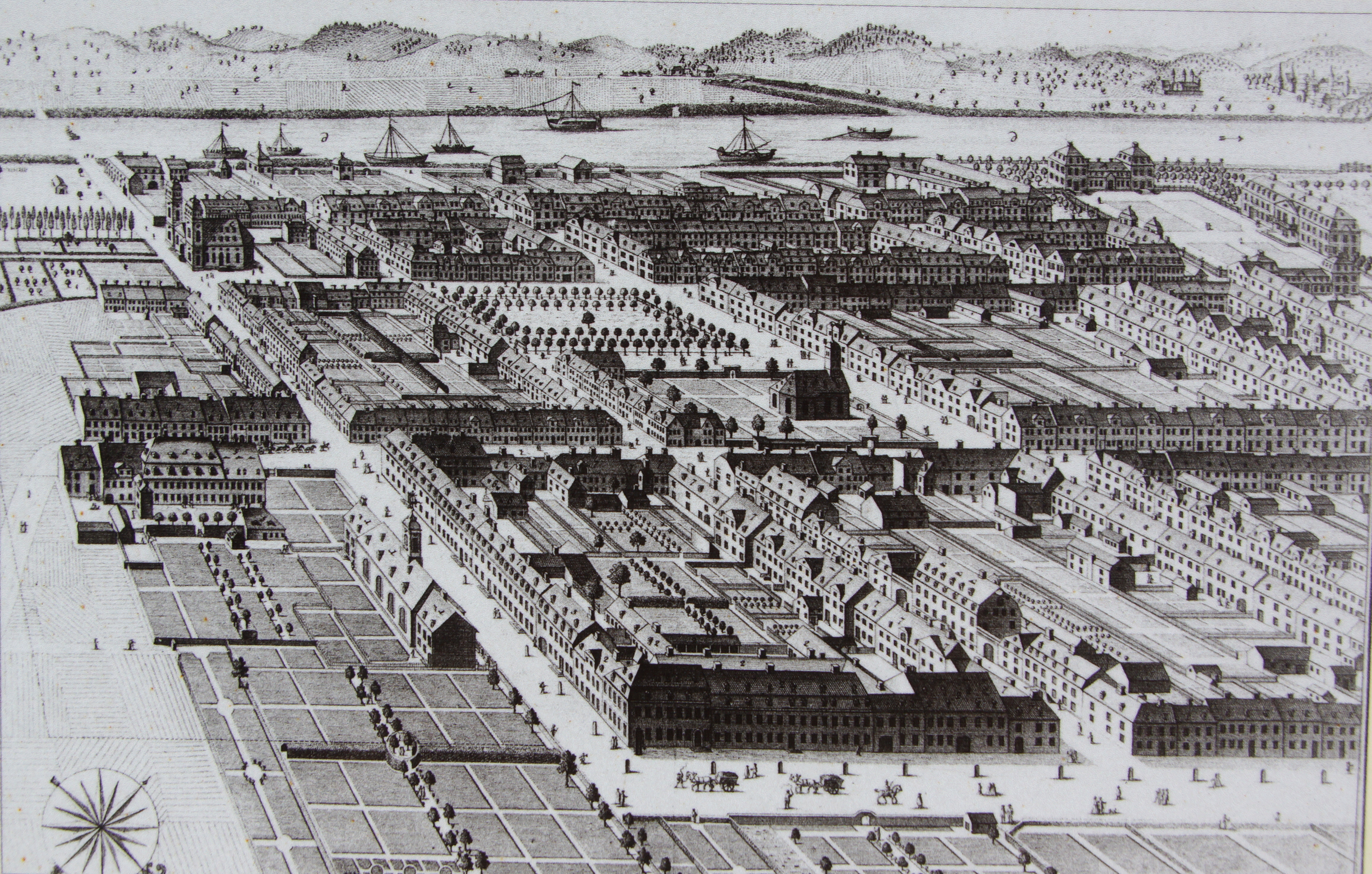
Neuwied v roce 1784
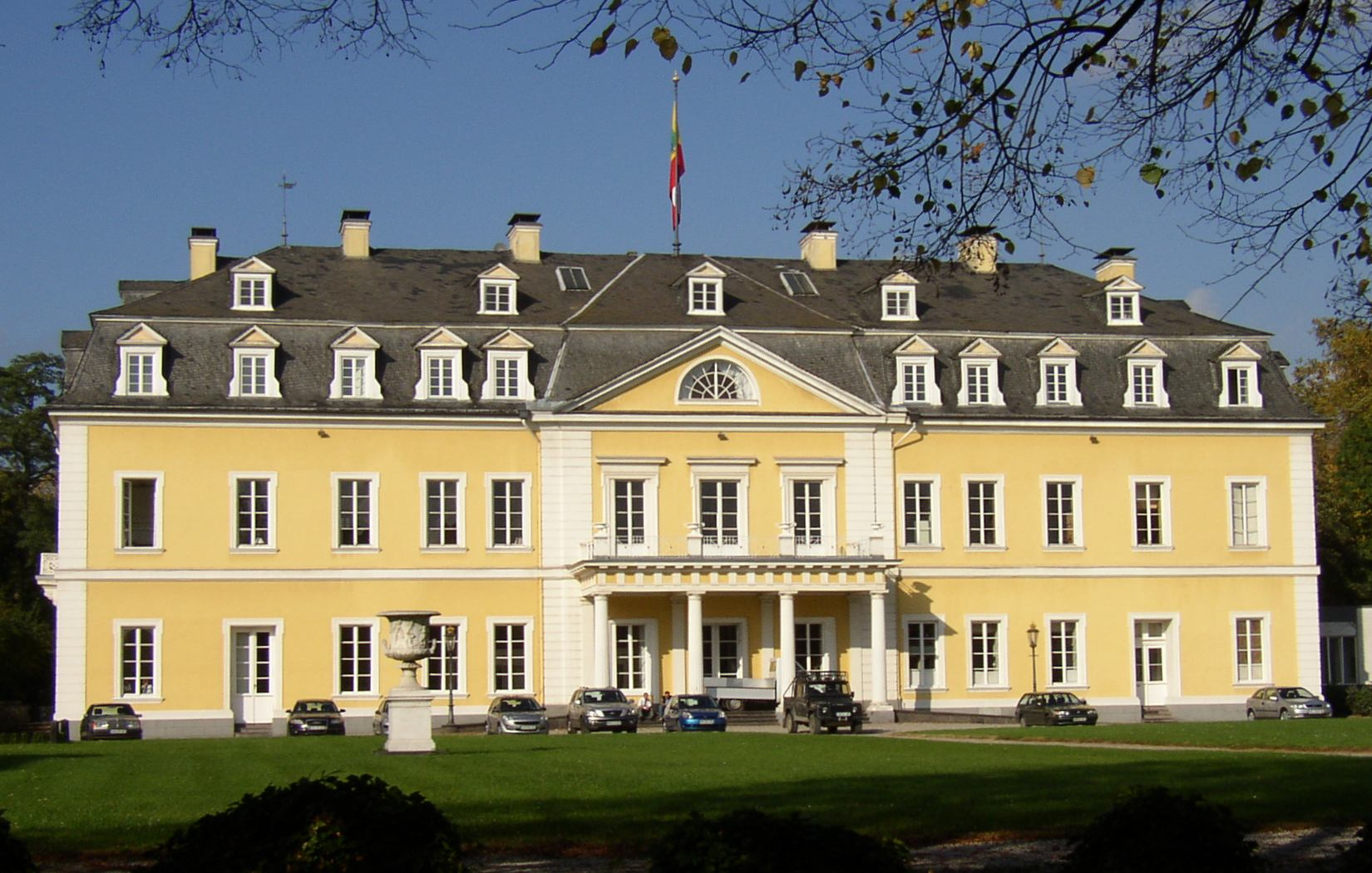
Zámek Neuwied, sídlo dynastie Wiedů
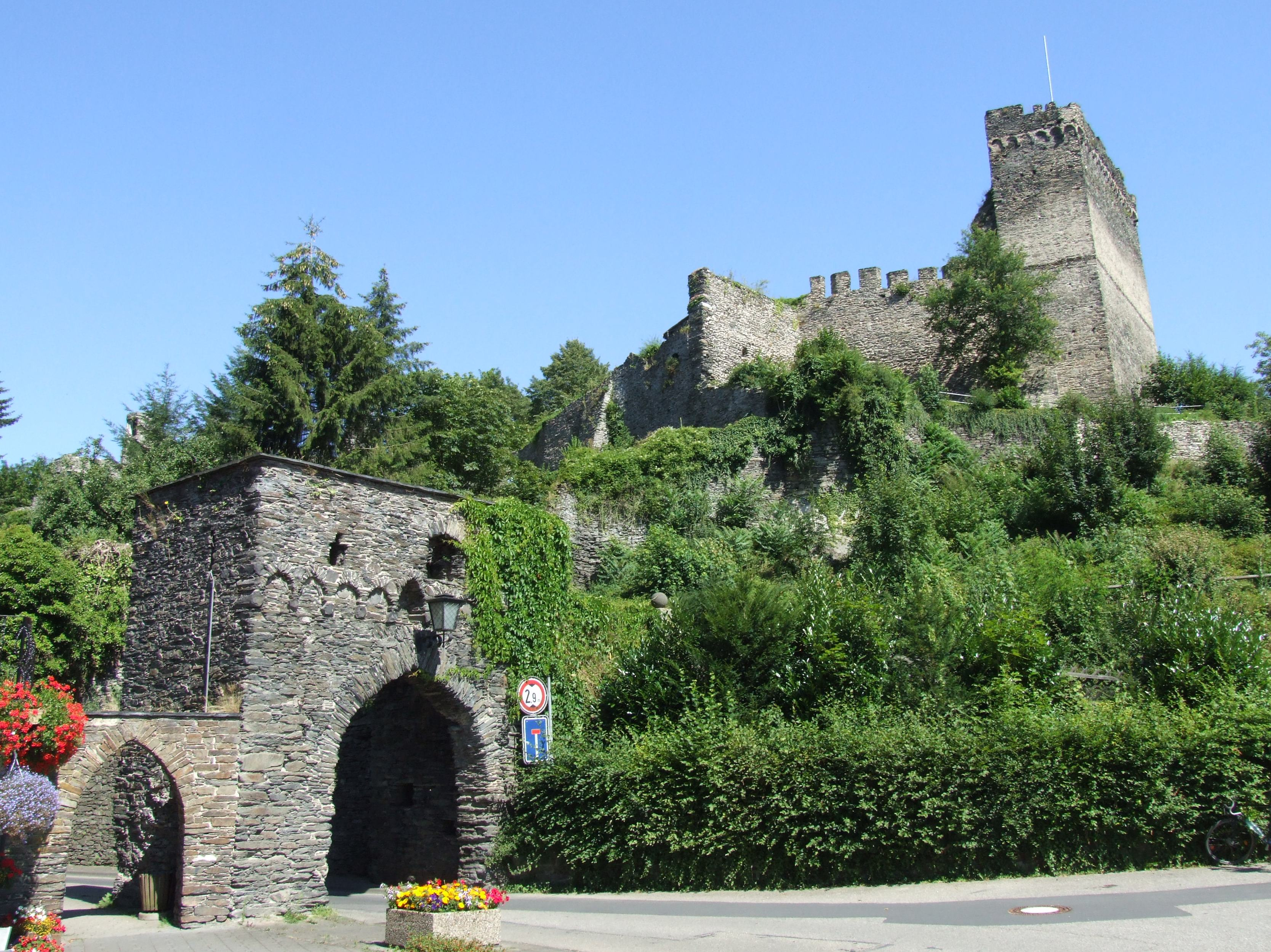
Hrad Altwied
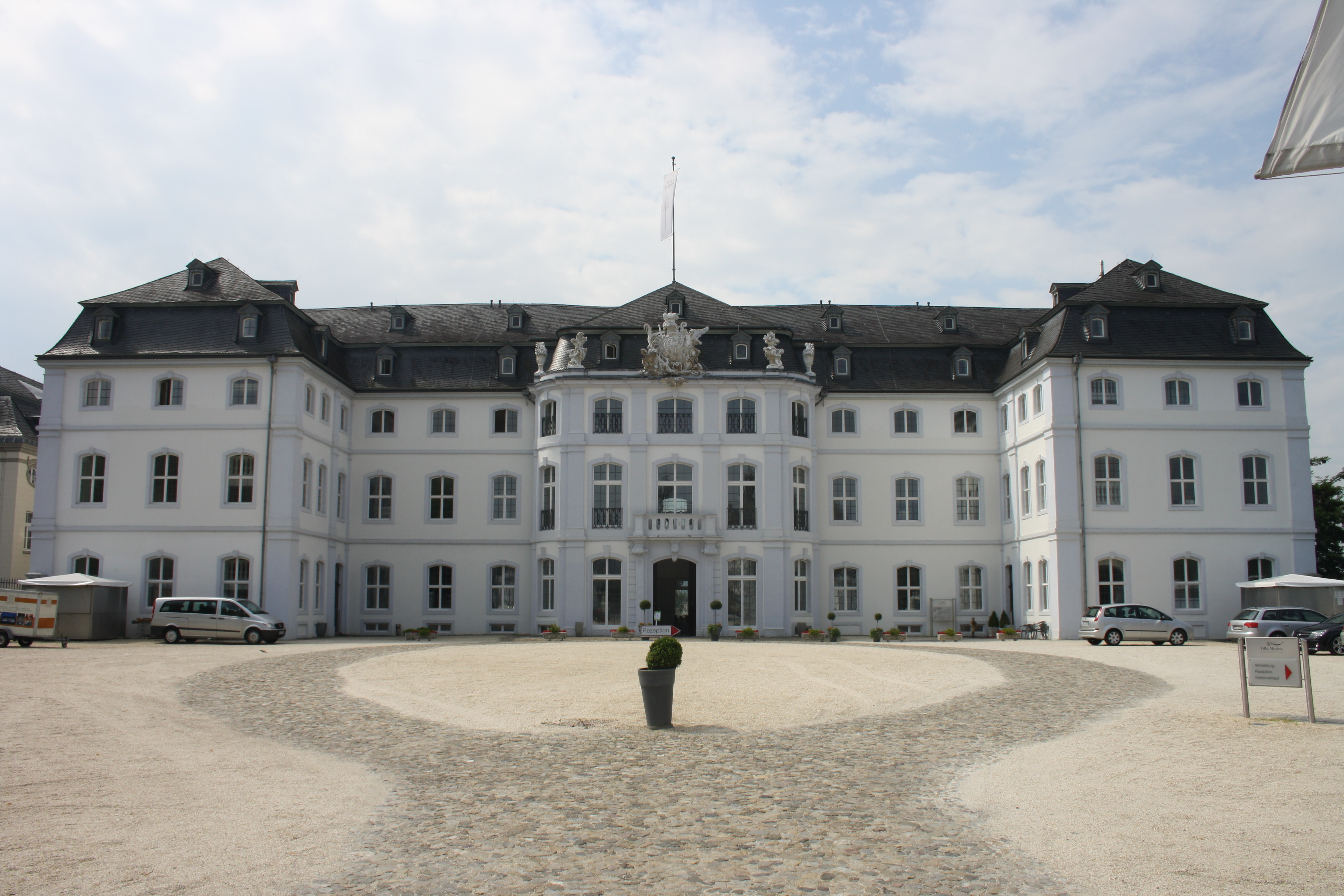
Zámek Engers